# NGC 3503
NGC 3503 is een open sterrenhoop met een emissienevel in het sterrenbeeld Kiel. Het hemelobject werd op 1 april 1834 ontdekt door de Britse astronoom John Herschel.

## Synoniemen
- OCL 833
- ESO 128-EN28
- AM 1059-593